# Béla Biszku
Dans le nom hongrois Biszku Béla, le nom de famille précède le prénom, mais cet article utilise l’ordre habituel en français Béla Biszku, où le prénom précède le nom.
Béla Biszku ([ˈbeːlɒ], [ˈbisku]), né le 13 septembre 1921 à Márok et mort le 31 mars 2016 à Budapest (Hongrie), est un homme politique hongrois, ministre de l'Intérieur de la République populaire de Hongrie de 1957 à 1961.

## Biographie
Outilleur-ajusteur, il devient en 1944 membre puis dirigeant du Parti communiste hongrois, puis de son successeur le Parti des travailleurs hongrois, et enfin du Parti socialiste ouvrier hongrois fondé après l'insurrection de 1956. En tant que ministre de l'Intérieur de 1957 à 1961, il est l'un des principaux responsables de la politique de répression qui fait suite à l'insurrection. Il est ensuite vice-Premier ministre jusqu'en 1962, puis secrétaire du Comité central du Parti, et il a été considéré par la suite comme « le poing le plus dur de la dictature molle » de l'époque. En 1978, s'étant opposé à la politique de modération de János Kádár, il est mis à la retraite. Il est président de la commission des comptes du Conseil des syndicats (SZOT) de 1980 à 1989. Après le changement de régime de 1989, il se retire totalement de la vie publique,.
Il est mis en examen et assigné à résidence le 10 septembre 2012 pour son rôle joué dans la répression de l'insurrection hongroise contre l'URSS. Le 13 mai 2014, le tribunal de Budapest le condamne en première instance à 5 ans et demi de réclusion pour incitation à crimes de guerre et déni public des crimes du régime communiste, le procureur ayant notamment qualifié d'« ordre de faire feu idéologique » les instructions données par Biszku en tant que haut responsable du Parti le 3 décembre 1956 : « Nos organes de maintien de l'ordre doivent se comporter de façon bien plus énergique que jusqu'à présent »,. Cette condamnation est invalidée en appel le 1er juin 2015, avec retour en première instance où le 17 décembre 2015 la peine est ramenée à deux ans de réclusion avec sursis et trois ans de mise à l'épreuve, faute de preuve que les fusillades contre la foule à la gare de Budapest-Nyugati et à Salgótarján résultaient d'ordres centralisés ; un nouvel appel est formé mais prend fin avec la mort de l'accusé à 94 ans le 31 mars 2016.